# Kavon Frazier
Kavon Frazier (Grand Rapids, 11 agosto 1994) è un giocatore di football americano statunitense che milita nel ruolo di safety per i Miami Dolphins della National Football League (NFL).

## Carriera

### Dallas Cowboys
Al college, Collins giocò alla Central Michigan University dal 2012 al 2015. Fu scelto nel corso del sesto giro (212º assoluto) del Draft NFL 2016 dai Dallas Cowboys. Debuttò come professionista subentrando nell'ottavo turno contro i Cleveland Browns. Sette giorni dopo mise a segno il primo tackle contro i Pittsburgh Steelers. Nella prima stagione giocò principalmente come meglio degli special team, così come nella successiva, in cui aumentò tuttavia i minuti disputati in difesa.

### Miami Dolphins
Nel 2020 Frazier firmò con i Miami Dolphins.